# Casimir II de Poméranie
Casimir II de Poméranie (en polonais Kazimierz II Pomorski, en allemand Kasimir II.) est né vers 1181 et est décédé en 1219. Il est duc de Poméranie occidentale.

## Biographie
Casimir est le fils cadet de Bogusław Ier de Poméranie et d’Anastasie, la fille de Mieszko III le Vieux. Il est le père de Barnim et de Warcisław.
Lorsque son père meurt en 1187, Casimir et son frère aîné Bogusław II sont trop jeunes pour lui succéder. Leur suzerain, le roi Knut VI de Danemark confie l’administration du duché à Warcisław Świętoborzyc, le castellan de Szczecin. En réalité, Anastasie gouverne le duché (jusqu’en 1208). Jaromar Ier de Rügen, à la demande de Knut VI, devient le protecteur des deux jeunes ducs.
En 1211, les deux frères se partagent la Poméranie occidentale : le duché de Demmin pour Casimir, le duché de Szczecin pour Bogusław. Dans un document de 1215, Casimir se voit donné le titre de Pomeranorum dux, Leuticiorum princeps.
Casimir participe à la cinquième croisade appelée par Innocent III lors du quatrième concile du Latran en 1215.

## Sources
- (pl) Cet article est partiellement ou en totalité issu de l’article de Wikipédia en polonais intitulé « Kazimierz II pomorski » (voir la liste des auteurs).,
- Anthony Stokvis, Manuel d'histoire, de généalogie et de chronologie de tous les États du globe, depuis les temps les plus reculés jusqu'à nos jours, préf. H. F. Wijnman, éditions Brill à Leyde 1890-1893, réédition 1966, volume III, chapitre VIII et tableau généalogique n° 10 « Généalogie des ducs de Poméranie ».